# Langlade megye
Langlade megye az Amerikai Egyesült Államokban, azon belül Wisconsin államban található. Megyeszékhelye és legnagyobb városa Antigo. Lakosainak száma 19 491 fő (2020. április 1.). Langlade megye Oneida, Forest, Oconto, Menominee, Shawano, Marathon és Lincoln megyékkel határos.

## Népesség
A megye népességének változása:
| Lakosok száma | 19 935 | 19 881 | 19 714 | 19 575 | 19 223 | 19 491 |
|               | 2010   | 2011   | 2012   | 2013   | 2015   | 2020   |